# Moldaviens nationalbank
Moldaviens nationalbank (rumänska: Banca Naţională a Moldovei, BNM) är Moldaviens centralbank. Den är organiserad som en fristående myndighet under Moldaviens parlament.

## Historia
BNM bildades i juni 1991, två månader innan Moldavien blev självständigt från Sovjetunionen och hade Gosbanks moldaviska del som grund. Kort efter bildamdet antogs en nationalbankslag och en banklag som reglerade banksystemet i landet. Den första nationalbankschefen var Leonid Talmaci. 1993 infördes moldavisk leu som landets valuta. 2009 införde BNM inflationsstyrning med 5% inflation som mål.